# Шнеер, Арон Ильич
Аро́н Ильи́ч Шне́ер (латыш. Ārons Šneiers; род. 1951, Лудза, Латвийская ССР) — советский и израильский историк, автор книг и публикаций о Второй мировой войне, многолетний сотрудник Национального института памяти жертв нацизма и героев сопротивления «Яд ва-Шем» (Израиль).

## Биография

### Происхождение и семья
Арон Шнеер родился в 1951 году в латвийском городе Лудза. Его семья проживала на территории современной Латвии с 1840 года, а её корни историк проследил до XII века, когда его фамилия впервые упоминается в Испании. Оттуда через Германию, Польшу и Белоруссию предки Шнеера пришли в Инфлянтию, которая до 1772 года была под властью Польши. Семья Шнеера потеряла в годы Второй мировой войны 64 человека, которых уничтожили нацисты. Тринадцатилетний Илья Шнеер и его родители спаслись благодаря старшему сыну Арону, который убедил их эвакуироваться в первые дни войны, которую пережили в селе Крутец Бутурлинского района Горьковской области. Арон Шнеер вступил добровольцем в 201-ю Латышскую дивизию, был ранен, после учёбы на курсах командиров попал на Ленинградский фронт и погиб в боях под Синявино.
В эвакуации Илья Шнеер выучил русский язык и вместе с другими подростками работал в колхозе, а затем в цехе по производству спичек колхозного промкомбината. После того, как в июле 1944 года Лудза была освобождена, в декабре семья Шнееров вернулась в Латвию. Когда Илье было 16 лет, он узнал о гибели всех своих родных и записался добровольцем в истребительный батальон, чтобы бороться с «лесными братьями» — «теми, кого сегодня в Латвии называют героями, патриотами и национальными партизанами», отметил А. Шнеер.
В 1946 году 18-летний Илья был принят в первый набор Рижской школы милиции, и по его окончании работал в отделе по борьбе с бандитизмом. В 1949-м в ходе борьбы с космополитизмом его уволили из милиции, но он остался в бригадмиле — бригаде содействия милиции. «Мы жили в доме, наискосок простреленном автоматной очередью — отца приходили убивать! Семью неоднократно предупреждали: „Родители, уймите вашего сына!“. Но важно понять, что отец был убеждённым комсомольцем, потому и выбрал такой путь!» — вспоминал Арон Шнеер.

### Интерес к истории
Трагедия войны подвигла Арона к изучению истории и попыткам понять корни нацизма и коллаборационизма. Однако первоначально он занимался краеведением как хобби. Проработав два года электриком, он поступил в Рижский политехнический институт, ушёл с третьего курса и поступил на историко-филологический факультет Даугавпилсского педагогического института, на специальность «русский язык, литература и история». Шнеер с восхищением отзывался о своих педагогах-фронтовиках: преподавателе курса зарубежной литературы профессоре Дубашинском, преподавателе русского языка доценте Быковском, преподавателе истории КПСС Василии Егоровиче Попове. В институте Шнеер был комсомольским активистом, комиссаром стройотрядов. Но от вступления в коммунистическую партию бывший политработник Попов его отговорил.
В 1975 году Шнеер окончил институт и стал школьным учителем. Он начал работать над кандидатской диссертацией «Русско-польские революционные связи на территории Восточной Латгалии во время польского восстания 1863 года» в заочной аспирантуре исторического факультета Латвийского государственного университета в Риге, которую окончил в 1984 году.

### В институте Яд ва-Шем
С 1990 года живёт в Иерусалиме. Работал научным сотрудником в Национальном Институте Памяти жертв нацизма и Героев Сопротивления «Яд ва-Шем» («Память и Имя») до 2018 года, когда вышел на пенсию.
Автор двухтомного исследования «Плен» (Израиль, 2003), посвященного трагедии советских военнопленных периода Второй мировой войны. «Вспоминая подвиг советского солдата, который победил фашизм, мы все ещё не отдали должное мужеству и неимоверным страданиям тех миллионов, которые погибли мученической смертью, но не пошли на сотрудничество с гитлеровцами», — сказал о своём труде историк. Он подчеркивает, что с военнопленных судимости были сняты только после распада СССР при президенте России Борисе Ельцине, тогда как те, кто их преследовал, охранял и убивал — пособники нацистов и участники карательных акций — в 1955 году попали под амнистию со снятием судимости. «А тех, кто прошел сначала фашистские лагеря, а потом ГУЛАГ, оставили с пятном на биографии. Их подвиг до сих пор не оценен. Надо понять, что у евреев выбора не было, их никто не спрашивал, хочешь жить или будешь умирать в песчаном рву. Но у большинства военнопленных такой выбор был. И кто бросит камень в человека, который выбрал жизнь. Они могли идти в полицию, в военные формирования. Ещё до армии Власова был грузинский, азербайджанский легион, была русская, белорусская дивизия СС, о которых редко вспоминают, была бригада Каминского, чего только не было! Но они не пошли на это, предпочли смерть. И это мужество, эту доблесть мы до сих пор даже не поняли».

## Скандал с Мемориалом
В августе 2021 года Шнеер при изучении базы данных правозащитного общества «Мемориал» о репрессированных обнаружил в списках людей, которые, по его словам, были пособниками нацистов. Шнеер со ссылкой на протоколы допросов утверждал, что найденные им в базе данных «Жертвы политического террора в СССР» Павел Ковалевский, Пётр Петровскис и Иван Лисовский, осуждённые за измену Родине, прямо причастны к массовым убийствам евреев в Латвии. Председатель правления международного «Мемориала» Ян Рачинский ответил, что эти лица попали в базу «Мемориала» из базы «Польские заключённые воркутинских лагерей», из которой выбирали людей, осуждённых по политическим статьям. Он отметил, что при составлении больших баз всегда возникают ошибки. Указанные лица были удалены из базы «Мемориала» в декабре 2021 года.
Тем не менее, заявление Шнеера было использовано президентом России В. В. Путиным для преследования «Мемориала» и окончательной его ликвидации в том же 2021 году по решению Верховного суда Российской Федерации. При этом Путин сослался на то, что Шнееру как источнику можно доверять. СМИ отмечают, что ранее Арон Шнеер получил от Путина награду и выражал положительное отношение к российской политике на Ближнем Востоке.
После того как в отношении сотрудников «Мемориала» были возбуждены уголовные дела за реабилитацию нацизма, а сама организация оказалась под угрозой закрытия, Шнеер заявил, что его «подставили» журналисты, и что он выступает против закрытия «Мемориала», а его работу продолжает считать «важной и необходимой в деле восстановления исторической правды и памяти невинно осужденных в годы репрессий», несмотря на имеющиеся ошибки.

## Награды
- Медаль Пушкина (Россия, 1 марта 2013 года) — за большой вклад в укрепление дружбы и сотрудничества с Российской Федерацией, развитие научных и культурных связей[15]. Вручена 11 июля того же года послом России в Израиле Сергеем Яковлевым на церемонии в посольской резиденции в Тель-Авиве[16].

## Публикации

### Статьи
ЗАМЕТКИ О КОЛЛАБОРАЦИИ СОВЕТСКИХ ГРАЖДАН С НАЦИСТАМИ В 1941—1944 гг. / Revista Moldovenească de drept internaţional şi relaţii internaţionale Nr. 2, 2011, с. 140—152.

### Книги[2]
- Перчатки без пальцев и драный цилиндр. Иерусалим: Ной, 2002,159 с. — ISBN 965-90444-0-2
- Плен. В 2-х томах. Иерусалим: Ной, 2003. 770 с. — ISBN 965-90444-1-0. 965-90444-2-9
- Из НКВД в СС и обратно. М.: Параллели, 2004. 183 с. — ISBN 5-98831-003-6
- Плен. Советские военнопленные в Германии 1941—1945. М.; Иерусалим: Мосты культуры / Гешарим, 2005. — 624 p. — ISBN 5-93273-195-8.
- A.Shneyer. Dwa oblicza Zdrady. Instytut Wydawniczy ERICA, Warszawa 2010. 279 s. — ISBN 978-83-89700-95-7
- «Я роман написал…» Иерусалим: Скопус. 2011. 211 с. — ISBN 978-965-7129-66-1.
- А. Sneyer. "Pariahs among Pariahs. Soviet-Jewish POW in German Captivity, 1941—1945. Yad Vashem. Jerusalem. 2016. 595 p. — ISBN 978-965-308-522-0
- Профессия — смерть. Учебный лагерь СС «Травники». Преступления и возмездие. — Москва: Пятый Рим, Бестселлер, 2019. — 464 с. — ISBN 978-5-9500938-5-2.

В соавторстве:
- Л. Коваль, А. Шнеер, Книга Спасителей. Рига. Международное общество истории гетто и геноцида евреев, 2000. 612 с. — ISBN 9984-9413-1-0
- П. Полян. А. Шнеер. Обреченные погибнуть. Судьба советских военнопленных-евреев во Второй мировой войне. Воспоминания и документы. Москва: Новое издательство. 2006. 575 с. — ISBN 5-98379-069-2